# Pseudochthonius congicus
Pseudochthonius congicus är en spindeldjursart som beskrevs av Beier 1959. Pseudochthonius congicus ingår i släktet Pseudochthonius och familjen käkklokrypare. Inga underarter finns listade i Catalogue of Life.